# جان ویلر
جان آرچیبالد ویلر (به انگلیسی: John Archibald Wheeler) (متولد ۱۹۱۱ جکسون‌ویل، فلوریدا – درگذشته ۲۰۰۸)، فیزیکدان آمریکایی و از پیشگامان فیزیک هسته‌ای بود.
واژه‌های کرم‌چاله و سیاه‌چاله فضایی ابداعات او برای نامیدن این پدیده‌ها هستند.
ویلر دانش‌آموخته دانشگاه جانز هاپکینز بود. بسیاری از فیزیک‌دانان نظریه پردازِ تاثیرگذارِ حاضر، شاگرد او بوده‌اند. ریچارد فاینمن، چارلز میسنر، کیپ تورن، رابرت والد، یاکوب بکنشتاین، بهرام مشحون و هیو اورت از شاگردان صاحب نامش بوده‌اند.
او همچنین جندین سال را در دانشگاه تگزاس در آستین سپری کرد. ویلر در سال ۲۰۰۸ در هایتستون، نیوجرسی درگذشت.